# Willem Koster

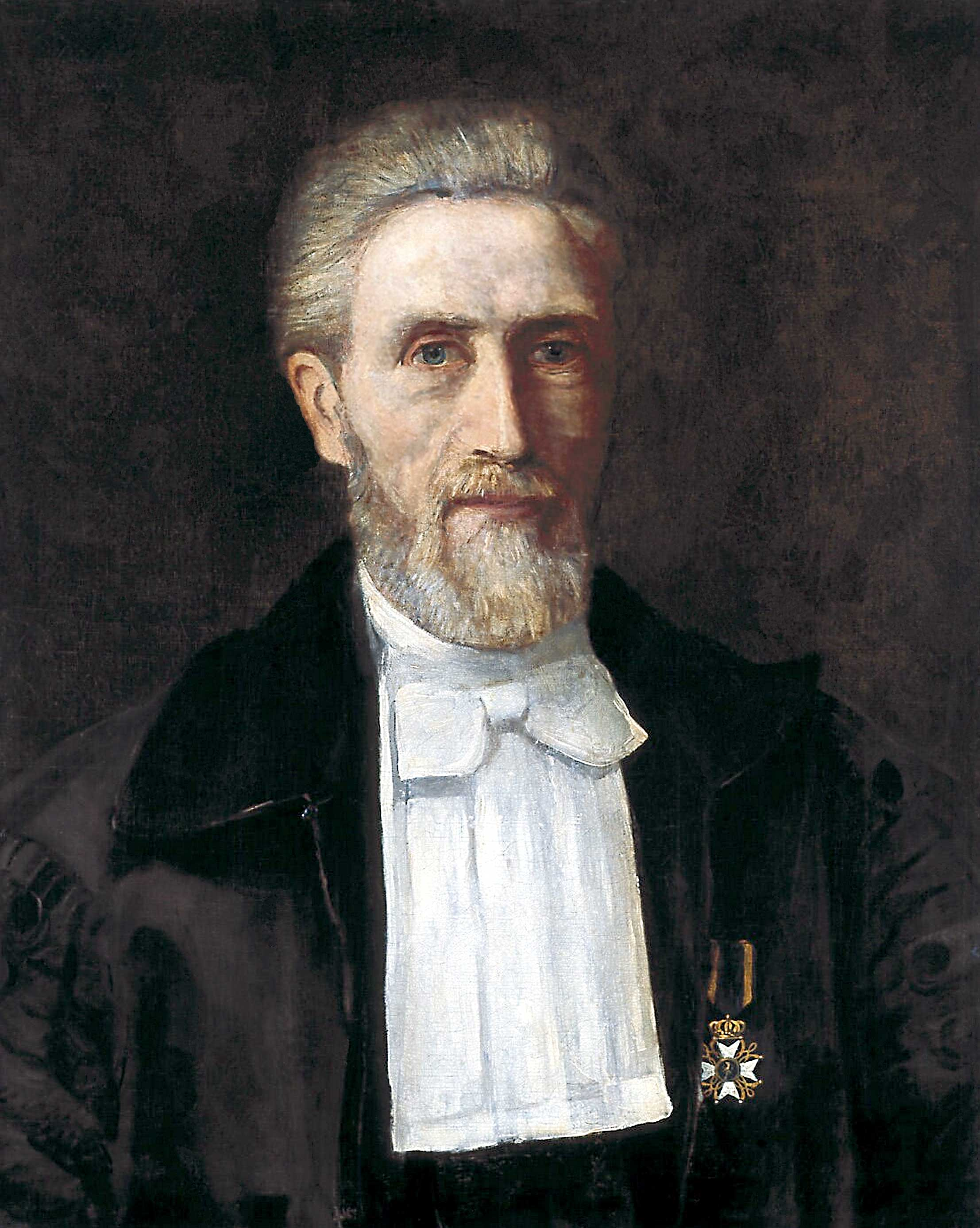
Willem Koster

Willem Koster (* 24. Oktober 1834 in Boskoop; † 7. Juli 1907 in Utrecht) war ein niederländischer Anatom.

## Leben
Willem war der Sohn des Marinus (Marijnus, Marijnis) Koster (* 27. Oktober 1799 in Boskoop; † 30. September 1878 ebenda) und dessen erster Frau Margje Ouwerkerk (* 20. Juni 1804 in Boskoop; † 28. Februar 1853 ebenda). Er hatte die französische Schule seines Geburtsorts besucht und ging als sechzehnjähriger nach Noordwijk. Hier erhielt er eine medizinische Grundausbildung. Danach setzte er seine Ausbildung an der klinischen Schule in Rotterdam fort und wurde im Juli 1855 zweiter Arzt am Krankenhaus in Rotterdam. Am 20. Mai 1857 immatrikulierte er sich an der Universität Leiden und erhielt 1859 die Stelle eines Prosektor am anatomischen Kabinett in Leiden. In Leiden promovierte er am 4. November 1859 mit der Abhandlung Drie door den schrijver waargenomen ziektegevallen zum Doktor der Medizin.
Am 4. Juli 1862 berief man zum Professor der Anatomie an der Universität Utrecht, welches Amt er am 26. September 1862 mit der Rede De aard van het onderwijs in de algemeene ziektekunde antrat. Koster beteiligte sich auch an den organisatorischen Aufgaben der Hochschule und war 1867/68 Rektor der Alma Mater. Zu einem seiner Schüler gehörte unter anderem Willem Einthoven.
1875 erlitt er eine Infektion bei einer Autopsie. Obwohl er 1880 einen Assistenten erhielt, konnte er schließlich seine Hochschulaufgaben nicht mehr erfüllen. Daher wurde er am 18. September 1888 aus gesundheitlichen Gründen aus seiner Professur entlassen. Koster verließ Utrecht und zog nach Hilversum. Jedoch erholte er sich gesundheitlich und kehrte nach Utrecht zurück, wo er sich wieder der Unterrichtung der Studenten widmete.
Koster war 1866 Mitglied der königlichen niederländischen Akademie der Wissenschaften und er war Ritter des Ordens vom niederländischen Löwen.

## Familie
Koster verheiratete sich am 14. Juni 1866 in Utrecht mit Theresia Margaretha Karsten (* 31. Oktober 1834 in Amersfoort; † 26. September 1920 in Utrecht), die Tochter des Professors Simon Karsten und dessen Frau Barbara Maria Schade van Westrum. Aus der Ehe stammen Kinder. Von diesen kennt man:
- Martinus Simon Koster (* 3. April 1867 in Utrecht; † 22. April 1956 in Oegstgeest) verh. 25. Juli 1894 in Batavia mit Johanna Catharina Wilhelmina von Schmidt auf Altenstadt
- Ernst Herman Koster (* 22. Mai 1868 in Utrecht; † 6. August 1868 ebenda)
- Anna Maria Margaretha Koster (* 22. Dezember 1869 in Utrecht; † 21. Juli 1945 in Groningen)

## Werke (Auswahl)
- Diss. Drie door den schrijver waargenomen ziektegevallen. Leiden 1859.
- Waarneming eener liesbreuk, waarbij de breukzak grootendeels achter den buikwand lag. In: Nederlands Tijdschrift voor Geneeskunde (NtvG) 1860, S. 4–9 (Online)
- Over de werking der ademhalingsspieren, inzonderheid der MM. intercostales. In: Nederlands Tijdschrift voor Geneeskunde. (NtvG) 1860, S. 341–350 (Online)
- De menschelijke voet. Blikken in het leven der natuur. 1861.
- De reactie op het gebied der cellenleer. In: Nederlands Tijdschrift voor Geneeskunde. (NtvG) 1862.(Online)
- Grondbeginselen der natuurkunde van den mensch. Vrij bewerkt naar het fransch van J. Béclard en anderen. Tiel 1862.
- De aard en het onderwijs in de algemeene ziektekunde. Redevoering ter aanvaarding van het hoogleeraarsambt te Utrecht. Leiden 1862.
- De beteekenis van het woord cel en de invloed daarvan op physiologie en pathologie. In: Nederlands Tijdschrift voor Geneeskunde. (NtvG) 1862. (Online)
- Zintuigelijke waarneming. Blikken in het leven der natuur. 1863.
- Iets over het begrip van ziekte en ziektekunde. In: Nederlands Tijdschrift voor Geneeskunde. (NtvG) 1863.(Online)
- Een laatste woord aan Prof. Schrant. In: Nederlands Tijdschrift voor Geneeskunde. (NtvG) 1863.(Online)
- Het Hooger Onderwijs en de geneeskunde. Eene beschouwing naar aanleiding der redevoering van Prof. Evers te Leiden. Utrecht 1864.
- De aard der oppositie tegen de medische wetsontwerpen. Antwoord aan ‘Iemand die niet mee wil doen’ en anderen. Utrecht 1865.
- De grieven der Hoogeschool tegen de ontwerpen van wet op de Geneeskundige Staatsregeling enz.. Utrecht 1865.
- Brief aan Dr. H. Boursse Wils, over zijn woord ter verdediging der nieuwe wetten op het Geneesk. Staatstoezicht enz.. Utrecht 1865.
- Bijdrage tot de kennis der diffuse nieuwvorming van bindweefsel, ook met het oog op de elephantiasis dura. In: Nederlandsch Archief voor Genees- en Natuurkunde. Utrecht 1865, 1. Jg., S. 1–38 (Online)
- Canalis spheno-palatinus. In: Nederlandsch Archief voor Genees- en Natuurkunde. Utrecht 1865, 1. Jg., S. 126–127 (Online)
- Ongewone slijmvliesplooien van den menschelijken darm. In: Nederlandsch Archief voor Genees- en Natuurkunde. Utrecht 1865, 1. Jg., S. 128–132 (Online)
- Bijzondere vorm der lever. In: Nederlandsch Archief voor Genees- en Natuurkunde. Utrecht 1865, 1. Jg., S. 132–135, (Online)
- De pathogenie der cystoide nieren. In: Nederlandsch Archief voor Genees- en Natuurkunde. Utrecht 1865, 1. Jg., S. 196–236, (Online)
- Anomalie in de vertakking der arteria coeliaca. In: Nederlandsch Archief voor Genees- en Natuurkunde. Utrecht 1865, 1. Jg., S. 296–298 (Online)
- Paracystitis suppurativa. In: Nederlandsch Archief voor Genees- en Natuurkunde. Utrecht 1865, 1. Jg., S. 299–301 (Online)
- De morphologische beteekenis van het achterhoofdsbeen en de twee bovenste halswervels. In: Nederlandsch Archief voor Genees- en Natuurkunde. Utrecht 1865, 1. Jg., S. 353–377 (Online)
- De morphologische beteckenis van het achterhoofdsbeen en de twee bovenste halswervels. In: Nederlandsch Archief voor Genees- en Natuurkunde. Utrecht 1865, 1. Jg., S. 353–376 (Online)
- Volledige versmelting van den M. pectoralis major en deltoideus. In: Nederlandsch Archief voor Genees- en Natuurkunde. Utrecht 1865, 1. Jg.,  S. 395–396 (Online)
- Zeldzame oorzaak van galbraking. In: Nederlandsch Archief voor Genees- en Natuurkunde. Utrecht 1865, 1. Jg., S. 396–397 (Online)
- Twee gevallen van tumor cerebri. In: Nederlandsch Archief voor Genees- en Natuurkunde. Utrecht 1865, 1. Jg., S. 429–451, (Online)
- Naschrift. In: Nederlandsch Archief voor Genees- en Natuurkunde. Utrecht 1866, 2. Jg.,  S. 97–98 (Online)
- De gansche gele dooier van het vogelei te vergelijken met het zoogdiereneitje. In: Nederlandsch Archief voor Genees- en Natuurkunde. Utrecht 1866, 2. Jg., S. 99–101 (Online)
- Musculus coraco-clavicularis. In: Nederlandsch Archief voor Genees- en Natuurkunde. Utrecht 1866, 2. Jg., S. 101–104 (Online)
- Twee gevallen van bruine huidverkleuring met ziekelijke aandoening der bijnieren. In: Nederlandsch Archief voor Genees- en Natuurkunde. Utrecht 1866, 2. Jg.,  S. 165–168 (Online)
- Over piszuur-infarct en aangeboren niercystoid. In: Nederlandsch Archief voor Genees- en Natuurkunde. Utrecht 1866, 2. Jg., S. 169–186 (Online)
- Ligging der arteria anonyma aan den hals vóór de luchtpijp. In: Nederlandsch Archief voor Genees- en Natuurkunde. Utrecht 1866, 2. Jg., S. 207–209 (Online)
- Pyelonephritis in een hoefijzernier. In: Nederlandsch Archief voor Genees- en Natuurkunde. Utrecht 1866, 2. Jg., S. 283–294 (Online)
- De musculus biceps brachii in betrekking tot den musculus pectoralis major. In: Nederlandsch Archief voor Genees- en Natuurkunde. Utrecht 1866, 2. Jg., S. 371–372 (Online)
- Een paar opmerkingen over het bestudeeren van de oorzaken der cholera. In: Nederlandsch Archief voor Genees- en Natuurkunde. Utrecht 1866, 2. Jg., S. 459–462 (Online)
- Musculus anconaeus quintus? In: Nederlandsch Archief voor Genees- en Natuurkunde. Utrecht 1866, 2. Jg., S. 462–464 (Online)
- Levensbericht van Hidde Justusz. Halbertsma. In: Jaarboek der Koninklijke Akademie van Wetenschappen. Amsterdam 1866, S. 38–55, (Online PDF)
- Sur la signification morphologique de l’os occipital et des deux vertèbres cervicales supérieures. In: Archives Neerlandaises des Sciences Exactes et Naturelles. 1866 S. 273–292 (Online)
- Remarque sur la signification du jaune de l'oeuf des oiseaux, comparé avec l'ovule des mammifères. In: Archives Neerlandaises des Sciences Exactes et Naturelles. 1866, S. 472–474, (Online)
- Oratio de facultatis medicae in academiis nostris ordinatione, ad pathologiae imprimis studium hucusque neglectum, vindicandum et perficiendum. Utrecht 1868.
- Bijdragen tot de kennis van het mechanisme van 't ligchaam. In: Nederlandsch Archief voor Genees- en Natuurkunde. Utrecht 1868, 3. Jg., S. 21–50 (Online); französisch: Sur quelques points de la mécanique du corps humain. In. Archives Neerlandaises des Sciences Exactes et Naturelles. 1867, S. 88–114.
- Ontstaan van het aangeboren niercystoid. In: Nederlandsch Archief voor Genees- en Natuurkunde. Utrecht 1868, 3. Jg., S. 103–105, (Online)
- Het uittreden der ongekleurde bloedcellen door de vaatwanden en de ziekteprocessen, welke daarvan het gevolg zyn. In: Nederlandsch Archief voor Genees- en Natuurkunde. Utrecht 1868, 3. Jg., S. 414–445 (Online)
- Fibroma aan de basis cerebri en langs de wortels van sommige hersenzenuwen. In: Nederlandsch Archief voor Genees- en Natuurkunde. Utrecht 1868, 3. Jg., S. 360 (Online)
- Verdere onderzoekingen over ontsteking en ettervorming in sommige weefsels. In: Nederlandsch Archief voor Genees- en Natuurkunde. Utrecht 1869, 4. Jg. S. 171–179 (Online)
- Onderzoek omtrent de vorming van eieren in het ovarinm der Zoogdieren na de geboorte, en de verhouding van het ovarium tot het buikvlies. In: Nederlandsch Archief voor Genees- en Natuurkunde. Utrecht 1869, 4. Jg. S. 347–350 (Online); und In: Verslagen en Mededeelingen der Koninklijke Akademie van Wetenschappen. Amsterdam 1869, 2. Serie, 3. Teil, S. 141 (Online)
- Recherches sur l'épithelium de l'ovaire des mammifères après la naissance et sur la relation de l'ovaire avec le péritoine. In: Archives Neerlandaises des Sciences Exactes et Naturelles. 1869, 4. Jg., S. 363–374 (Online)
- De pathogenie der apoplexia medullae spinalis. In: Nederlandsch Archief voor Genees- en Natuurkunde. Utrecht 1869, 4. Jg., S. 426–433 (Online)
- De oorsprong der korrelcellen bij verweeking van zenuwweefsel. In: Nederlandsch Archief voor Genees- en Natuurkunde. Utrecht 1869, 4. Jg., S. 434–436 (Online)
- Het epithelium van het ovarium. In: Nederlandsch Archief voor Genees- en Natuurkunde. Utrecht 1870, 5. Jg. S. 256–263, (Online)
- Ontleedkundige onderzoekingen en waarnemingen. In: Verslagen en Mededeelingen der Koninklijke Akademie van Wetenschappen. Amsterdam 1870; 2. Serie, 4. Bd., S. 172–197 (Online)
- Leerboek der gerechtelijke geneeskunde voor artsen en rechtsgeleerden. Tiel 1870, 2. Aufl. 1877.
- Het ontwerp van wet tot regeling van het hooger onderwijs. In: De Gids. Amsterdam 1870, 34. Jg., S. 1–32, (Online)
- Ontleedkundig onderzoek van de verkalking der nierpyramiden. In: Verslagen en Mededeelingen der Koninklijke Akademie van Wetenschappen. Amsterdam 1872; 2. Serie, Bd. 6, S. 172–181 (Online)
- Verkalkung der Nierenpyramide. 1872.
- Verdere onderzoekingen omtrent de vorming van Folliculi Graafiani in het ovarium van den volwassen mensch. In: Verslagen en Mededeelingen der Koninklijke Akademie van Wetenschappen. Amsterdam 1873, 2. Serie, Bd. 7, S. 47–69, (Online)
- Das Epithelium des menschlichen Ovariums. 1873.
- Die Pathogenese der Endarteriitis. In: Verslagen en Mededeelingen der Koninklijke Akademie van Wetenschappen. Amsterdam 1874, 2. Serie, Bd. 8, S. 100 (Online)
- Einwanderung der Leucocyten in die Intima der Arterien bei Endocardites, 1874.
- Het natuurlijk ontstaan van den mensch. In: De Gids. Amsterdam 1875, 39. Jg., S. 241–277, (Online)
- Busken Huet's Italiaansche reisaanteekeningen. In: De Gids. Amsterdam 1877, 41. Jg., S. 168–198 (Online)
- De verdediging der teleologie in den laatsten tijd. In: De Gids. Amsterdam 1877, 41. Jg., S. 457–499 (Online)
- Het voorkomen van lucht in de longen van pasgeboren kinderen. In: Nederlands Tijdschrift voor Geneeskunde. (NtvG) 1877, S. 3–7 (Online)
- De genetische beteekenis der vingerstrekspieren. In: Verslagen en Mededeelingen der Koninklijke Akademie van Wetenschappen. Amsterdam 1879, 2. Serie, Bd. 14, S. 135–157, (Online); deutsch: Genetische Deutung der Fingstreckmuskeln. 1879.
- De gemeenschap der aderen aan de rugvlakte van den duim met den aderboog in de diepte van de handpalm, en iets over de rugslagaderen van den duim. In: Verslagen en Mededeelingen der Koninklijke Akademie van Wetenschappen. Amsterdam 1879, 2. Serie, Bd. 14, S. 158–161 (Online)
- Affen und Menschenhand. 1880.
- Voor en tegen het Darwinisme. In: De Gids. Amsterdam 1880, 44. Jg., S. 272–310 (Online) und S. 462–494 (Online)
- Klassieke studie tegenover americanisme. In: De Gids. Amsterdam 1880, 44. Jg., S. 228–279 (Online)
- Bijdrage tot de kennis van het mechanisme der bewegingen in het elleboogsgewricht. In: Nederlands Tijdschrift voor Geneeskunde. (NtvG) 1880, S. 213–223 (Online)
- La main des singes et la main de l’homme. In: Archives Neerlandaises des Sciences Exactes et Naturelles. 1880, S. 313–320.
- Het klimaat der Riviera. In: Nederlands Tijdschrift voor Geneeskunde. (NtvG) 1881 S. 171–177 (Online) und. S. 181–192 (Online)
- De grenzen der wijsheid. In: De Gids. Amsterdam 1881, 45. Jg. S. 96–129, (Online)
- De bewegingen der ulna bij pro- en supinatie der hand. In: Nederlands Tijdschrift voor Geneeskunde. (NtvG) 1882, S. 1–8, (Online)
- Onnauwkeurige cijfers, twijfelachtige feiten, uiteenloopende redeneeringen. In: Nederlands Tijdschrift voor Geneeskunde. (NtvG) 1883, S. 357–372 (Online)
- Das Ellenbogengelenk. 1883.
- Kantteekeningen op het Verslag aan den Min. v. Binnenl. Zaken van de Commissie, die van 1 Aug. 1883-1884 de practische geneeskundige examens heeft afgenomen. In: Nederlands Tijdschrift voor Geneeskunde. (NtvG) 1884, S. 833–840 (Online)
- Latijn en Grieksch wenschelijk voor de opleiding onzer geneeskundigen? In: Nederlands Tijdschrift voor Geneeskunde. (NtvG) 1886, S. 173–182 (Online)
- Ontwikkelingsleer en ziektekunde. In: Nederlands Tijdschrift voor Geneeskunde. (NtvG) 1886, S. 341–349, (Online)
- Erfelijkheid en sociale psychologie. In: De Gids. Amsterdam 1886, 49. Jg., S. 253–286 (Online)
- Nadere beschouwingen over den dood van den stadhouder Willem II. In: De Gids. Amsterdam 1889, 53. Jg., S. 66–77 ([Online])
- Een paar vraagstukken op maatschappelijk geneeskundig gebied van belang. In: Nederlands Tijdschrift voor Geneeskunde. (NtvG) 1890, S. 109–114 (Online) und S. 114–117 (Online)
- Herstellings-oorden. In: Nederlands Tijdschrift voor Geneeskunde. (NtvG) 1890, S. 553–563 (Online)
- Progressief liberalisme. Voordracht enz.. Amsterdam 1891.
- De ontdekkingsgeschiedenis van de‘Wet van Bell’. In: Nederlands Tijdschrift voor Geneeskunde. (NtvG) 1891, S. 163–167 (Online)
- Verontrustende cijfers. In: Nederlands Tijdschrift voor Geneeskunde. (NtvG) 1891, S. 231–235 (Online)
- Geneeskundig-maatschappelijke belangen. In: Nederlands Tijdschrift voor Geneeskunde. (NtvG) 1891, S. 821–825 (Online)
- Het ontwerp tot wijziging der ‘Artsenwet’,ingediend bij de 2de Kamer der Staten Generaal. In: Nederlands Tijdschrift voor Geneeskunde. (NtvG) 1892, S. 353–361 (Online)
- De toeneming der krankzinnigheid. In: Nederlands Tijdschrift voor Geneeskunde. (NtvG) 1893, S. 293–311, (Online)
- Sociaalmedische vraagstukken. In: Nederlands Tijdschrift voor Geneeskunde. (NtvG) 1894, S. 436–442, (Online)
- Voorbereidend geneeskundig hooger onderwijs. In: Nederlands Tijdschrift voor Geneeskunde. (NtvG) 1898, S. 482–486, (Online)
- De wetten der erfelijkheid en het toenemen der krankzinnigheid. Haarlem 1900.
- De ontkenning van het bestaan der materie en de moderne physiologische psychologie. Haarlem 1904.
- Subjekt en objekt bij zintuigelijke waarneming. Haarlem 1906.
- Kant's noumenale wereld en de zinnelijke waarnemingen. Haarlem 1907. (Online)